# Semion Korsakov
Semion (ou Semen ou ainda Simon) Nikolaievitch Korsakov (em russo:  Семён Николаевич Корсаков) (14 de janeiro de 1787 – 1 de dezembro de 1853 Jul.) foi um homeopata russo (1788-1853) da região de Moscou que se distinguiu por sua participação no corpo de voluntários de São Petersburgo de 1812 a 1813, durante as guerras napoleônicas. Korsakov inventou um método de dinamização conhecido como método korsakoviano ou método do frasco único. Semion Korsakov tratava os feridos nos campos de batalha e precisava tratar o maior número de pessoas no menor tempo possível, e utilizando um número mínimo de frascos. O método do frasco único chegou mesmo a ser aprovado por Samuel Hahnemann, que, após experimentação, considerou que a sua eficiência era idêntica à das diluições então utilizadas.
Depois da guerra retomou o trabalho na vida civil, como estatístico do Ministério do Interior, ao mesmo tempo em que começou a se interessar pela medicina.
Até 1829 praticou a medicina tradicional, como profissional da saúde. Porém, depois de ter tido seu reumatismo tratado homeopaticamente, Korsakov orientou-se para a homeopatia e escreveu um grande número de obras sobre sua especialidade.